# Euxoa catenula
Euxoa catenula är en fjärilsart som beskrevs av Augustus Radcliffe Grote 1879. Euxoa catenula ingår i släktet Euxoa och familjen nattflyn. Inga underarter finns listade i Catalogue of Life.

## Bildgalleri

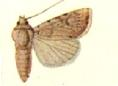